# 上加利福尼亞省
上加利福尼亞省（西班牙語：Alta California）於1804年建立。為將方濟會修士及道明會修士隔開，所以將新西班牙殖民地中的加利福尼亞省，分為兩部份。北方（即上加利福尼亞）為方濟會教士所領，南方為道明會修士所牧。
分隔後，南部成為下加利福尼亞的領地。兩塊土地也被稱為「新加利福尼亞」（西班牙語：California Nueva，即上加利福尼亞）及「舊加利福尼亞」（西班牙語：California Vieja，即下加利福尼亞）。
1775年，費利佩·德·內韋被任命為上加利福尼亞總督，他在既有宗教分治基礎上，著手推行世俗治理與行政建設，並於1781年頒布《建城條例》，規劃城市制度，創建洛杉磯等定居點，使上加利福尼亞逐步由教會主導過渡至民政體制。
上加利福尼亞的範圍包括現代美國的加利福尼亞州、內華達州、猶他州、亞利桑那州北部、懷俄明州南部。
在墨西哥獨立戰爭後，墨西哥合眾國的1824年憲法與後來短暫的墨西哥第一帝國皆認為上加利福尼亞為固有領土。
美墨戰爭（1846—48）期間為美軍佔領，並於1848年《瓜達盧佩·伊達戈爾條約》中正式割予美國。
最後一任墨西哥的加利福尼亞總督是Pío Pico，他管治直到1846年。

## 雜說

1847年的墨西哥地圖。左上方黃色為上加利福尼亞，下方藍色為下加利福尼亞

在19世紀下半葉，舊金山有一份名為《上加利福尼亞（人）》（亦作The Alta Californian）的報紙。馬克·吐溫第一部成名作《異鄉奇遇》就是為該報寫的書信結集。